# Daoloth
Daoloth, även kallad "Det doldas avslöjare" (The Render of the Veils), är en fiktiv gudalik varelse skapad av Ramsey Campbell.
Daoloth är en yttre gud (Outer God) i Cthulhu-mytologin och tar form som en stor och avancerad struktur av metall och andra material.
Daoloth vistas i andra dimensioner än de tre människan kan uppfatta. Gudens astrologpräster sägs kunna se det förgångna och framtiden och även hur saker befinner sig i och färdas mellan olika dimensioner. Daoloth är inte ond men skadar människor ändå; dess obeskrivliga fysiska form får människor att bli galna, p.g.a. detta måste varelsen åkallas i totalt mörker. Om den inte hålls inom någon form av magisk behållare kommer Daoloth att expandera och expandera, och kanske till all oändlighet.
I Campbells novell "The Render of the Veils" (1962) beskrivs Daoloth för första gången.